# よませ温泉スキー場
よませ温泉スキー場 （よませおんせんスキーじょう）は、長野県下高井郡山ノ内町夜間瀬に所在する私営のスキー場。通称よませスキー場。

## 概要
ゲレンデは、広めのバーンが特徴であり標高差約500メートルをいっきに滑り降りることが可能となる。レストランは庵に1軒、クワット乗り場に1軒となる。写真のとおり上部は上級者コースであるが、初級者のための迂回コースが用意されている。
常設のポール専用ゲレンデを持つ。東京都中学校スキー大会は例年このスキー場で行われる(2020年は、1/4〜1/6)。そのためか中学生のスキー教室の学生が目立つ。

## Mt.KOSHA
2011-2012シーズンより、株式会社マックアース（兵庫）の子会社マックアースリゾート山ノ内が、よませ温泉スキー場・牧の入スノーパーク・やまびこの丘スキー場（北信州木島平スキー場の一部（池の平ゲレンデ）を名称変更）を借り受けて運営することになった。マックアースは2010-2011シーズンからX-JAM高井富士を買収し運営している。そして北信州木島平スキー場を合わせたこれら高社山周辺5スキー場を「Mt.KOSHA」として共通リフト券で滑走可能な一体のスキーエリアとしてPRしていくことになった。「Mt.KOSHA」は長野県内では志賀高原スキー場・野沢温泉スキー場に次ぐ規模となる。
よませ温泉スキー場のチケットを買うと、X-JAM高井富士とやまびこの丘スキー場は利用可能だが、木島平スキー場まで滑る場合は、共通券を購入する必要がある。

## ゲレンデ

### リフト
- 第１ペアリフト：410m
- 第２クワッドリフト：1,000m
- 第３ペアリフト：1,100m
- 第５ペアリフト：360m

### コース
5本の林間コースとポール専用バーンを含む計10コース。下部の乙女ゲレンデは緩斜面でゲレンデ最上部に急斜面が存在する。
当スキー場山頂から隣のX-JAM高井富士山頂までの谷はスキー場の定める自己責任エリアとなっていて、滑走は可能だが救助が必要になった際は自己負担となる。

## 沿革
- 1981年(昭和56年) - 地元資本により設立されたよませリフト株式会社により開設。
- 1989年(平成元年) - 元ワールドカップレーサー海和俊宏氏のカイワスキースクール・ホテルカイワがオープン。
- 2011年(平成23年) - 2011-2012シーズンより株式会社マックアースがよませ温泉スキー場を借り受けて運営を開始[2]。契約期間は5年間。
- 2016年(平成28年) - 2016年9月末で株式会社マックアースとの業務委託契約期間が切れ、株式会社マックアース側は契約更新を希望していたが交渉はまとまっていなかった（同社シーズン券の販売時そのように説明し、よませ温泉スキー場を記載せず販売。しかし同社Webページ上ではよませ温泉スキー場を運営と掲載し続ける）。2016年12月7日、営業権の返還を求めてよませリフト株式会社がマックアース側を訴える事態となったことが報道された[3]。報道によると、よませリフト側は契約終了で合意したにもかかわらずマックアースが円滑な引き継ぎを拒絶し投資資金の支払いや近隣スキー場等の引き取りまで求めてきたと訴え、これに対しマックアース側はこれまでMt.KOSHA一体での再生を進めてきたためよませ温泉スキー場だけ手放すわけにはいかないと主張し引き続き運営したいという意向を示していた。結果的には2016-2017シーズンもマックアースによる営業が行われた。
- 2017年(平成29年) - 1月12日、よませリフト株式会社が破産手続きの開始決定を受けた(債権者から2016年12月12日に破産を申し立てられていた)[4]。

## 温泉
- よませ温泉は当スキー場に隣接している。
- 日帰り客が利用できる温泉も1軒(遠見の湯）営業している。
- 演歌歌手細川たかしは、よく当スキー場を訪れ、名前を冠したスキー大会も開催されていたが、コロナの影響のため実施していない。

## 交通アクセス
- 上信越自動車道 信州中野IC、国道292号 国道403号
- 長野電鉄湯田中駅からバスまたはタクシー